# トモセラピー

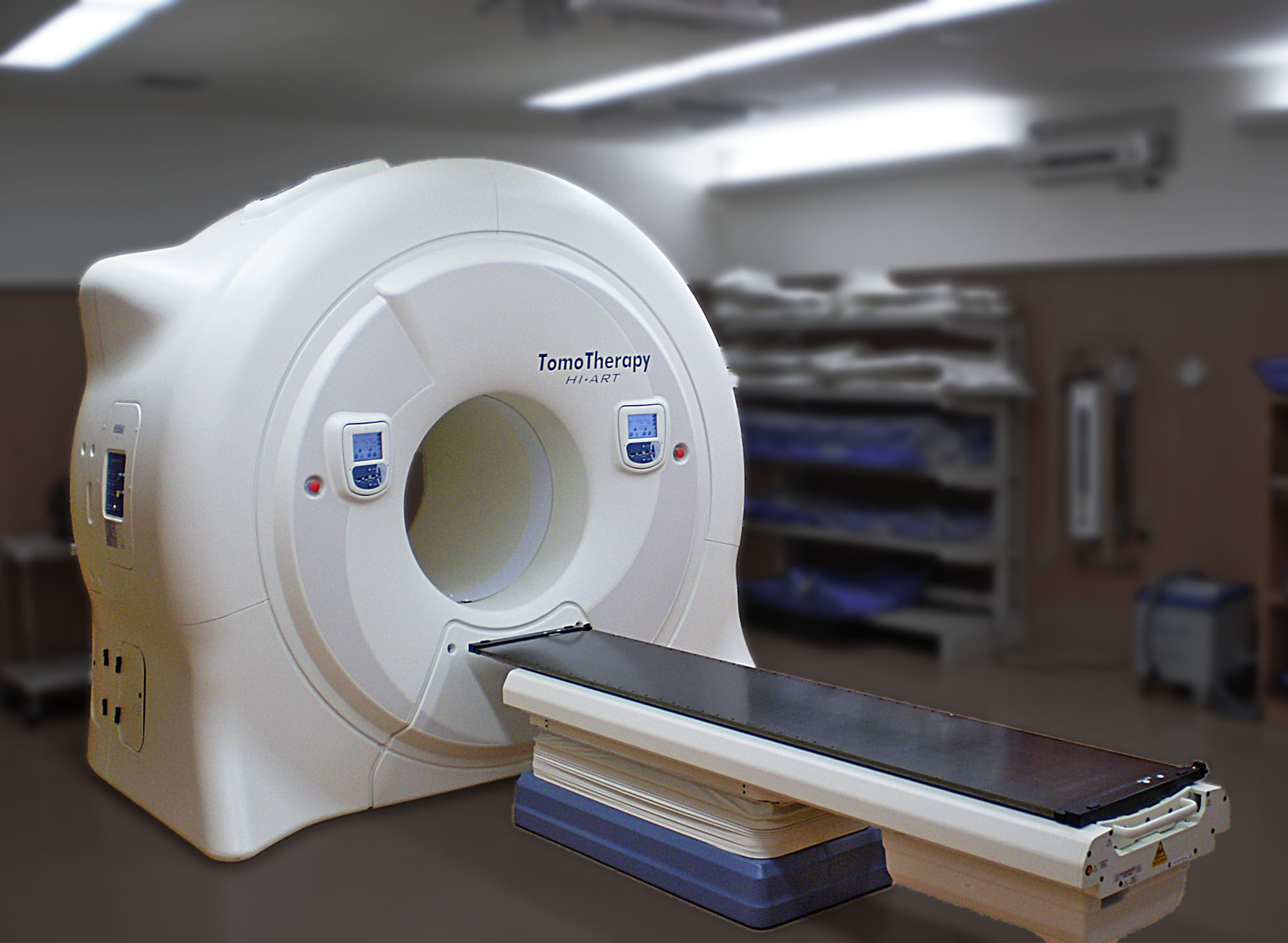
トモセラピー・ハイアート・システム

トモセラピー（TomoTherapy）は、X線を用いた放射線治療装置である。原体照射法の応用である強度変調放射線治療（intensity-modulated radiation therapy: IMRT）および画像誘導放射線治療（image-guided radiation therapy: IGRT）を併用して行う、コンピュータ断層撮影装置（Computed Tomography: CT）と一体化されたIMRT専用の放射線治療装置およびその稼動コンピューター・システム。正式にはトモセラピー・ハイアート・システム（TomoTherapy Hi·Art treatment system ）。アキュレイ社製の強度変調放射線治療装置とその制御コンピューターおよびソフトウェアのこと。なお、本装置を開発したトモセラピー社はアキュレイ社と合併した。
基本的にはリニアックがリング状のガントリー内を連続して回転し、リングの中心へ向けて放射線を照射する回転照射を行う装置である。このリングの奥に患者を乗せた寝台（カウチ）が進んでいき、患者に放射線が照射される。この際に、高性能のコンピューターシステムを駆使して、リニアックに付属した多葉コリメータ（multi-leaf collimator: MLC）の動きを放射線照射中にコントロールすることにより、線量集中性が高く、線量均一性に関して自由度の高い線量分布を作ることが可能（simultaneous integrated boost: SIB なども容易に行える）で、正常組織への被曝を従来の放射線治療装置に比べて低減し、がん（並びに一部の良性疾患）の形状に合わせた放射線の照射を行える。さらに、従来の放射線治療では患者の皮膚表面に記したマーキングを頼りに照射を行っていたため、各回の治療毎に照射される部位の誤差が大きかったが、トモセラピーではCT（Computed Tomograpy）撮影を各回の治療前に行って照射位置を修正して、高い精度で放射線治療を行うため、放射線による正常組織の障害を低減することが期待される。
トモセラピー社（TomoTherapy Incorporated ／NASDAQ:TOMO）が開発した。TomoTherapyはコンピュータ断層撮影装置のComputed Tomographyと放射線治療のRadiation Therapyを合成させた造語から命名された。

## 特徴
高精度放射線治療の可能な装置にはサイバーナイフ、ノバリスやトリロジーなどもあげられるが、トモセラピーには以下のような特徴がある。

### 画像誘導放射線治療（IGRT）
前述の通り、従来の放射線治療は、毎回の照射にあたり皮膚表面に記されたマーカーを照射位置の指標としてセットアップする。しかし、より精度の高い照射を行うために画像誘導放射線治療（IGRT）が開発され、患者の位置を合わせるために画像情報を利用する方法が広まりつつある。トモセラピーもIGRTに対応しており、線形加速器（リニアック：linear accelerator）の対側にCT撮像用のキセノン検出器が備えられていて、CTの撮像が可能である。治療に際しては、照射のたびにCTを撮影し、がん（あるいは標的への照射精度を担保できる体内の構造物）の位置を確認して、あらかじめ治療計画の作成に用いられたCT画像との照合を行い、患者位置を補正して照射を行う。これによるセットアップ精度の向上から、計画標的体積（planning target volume: PTV）におけるのセットアップマージン（setup margin: SM）を減ずることができ、正常組織の被曝低減に寄与する。ただし、トモセラピーにおける位置補正用CTは、線形加速器を用いて撮影される3.5MVのエネルギーを用いたmega-voltage CT（MVCT）であり、メタルアーチファクトが生じない等の利点もあるが、S/N比は低い。これに加え、治療計画用CTや位置補正用MVCTのスライス厚・グリッドサイズなどの位置補正の精度に影響する機械側の因子が存在し、さらには最終的に位置補正量を決定するのは術者の主観であり、これも位置補正の精度に影響する。セットアップマージンの決定はこれらを考慮して行う必要があり、機械側因子の検討に加え、施設毎にセットアップの誤差を測定し、適切なセットアップマージンを導出しておく必要がある。また、治療中の標的の移動に追随することはできないため、これも考慮して計画標的体積（PTV）作成には細心の注意を払うべきである。
IGRTは、突き詰めて言えば、CTVの線量低下を最小限に抑えるための技術である。
今までは、CTVの線量低下対策として、目的病変の「体内での位置変動」や「セットアップ時の位置精度の不確かさ」といった因子よる線量低下を保障するために、CTVにマージンを加えて、PTVを作成していた。PTV辺縁では、線量低下が生じても、CTVには十分な線量を投与できるという理屈である。
しかし、IGRTにより従来の線量低下因子が（完全ではなくても）克服されたなら、PTVの線量は増加し、PTV内の危険臓器の有害事象が増加するとの報告もある。IG-IMRTでは、そうした危険性を考慮してPTVを作成する必要がある。

### 強度変調放射線治療（IMRT）
トモセラピーは、治療器本体がCTに似たドーナッツ状の形状をしている（ボア径85cm）。治療にあたってはスリップリング機構により、線形加速器（リニアック）と本体とで電力および制御信号をやりとりできるため、線形加速器を含め照射機構全体をガントリー内に収めて360°連続して回転させることが可能である。治療時にはこの回転する線源の中空部に寝台が入っていくため、患者には放射線がらせん状に照射されることになる。治療計画にあたり加速器の1回転は、51門に分割して（51方向から照射すると見なして）計算される。他の治療装置でIMRTを行う際の門数（通常7-9門）と比較して多門の照射となるため、より正常組織を通過する線量を少なくして、腫瘍への線量集中性を高くすることができる。また、回転照射であることから治療計画にあたって照射角度を意識する必要がなく、計画者の負担軽減となる。なお、電子の加速に用いる高周波はマグネトロン（magnetron）によって発生させており、6MVのX線が治療に供される。線量率はガントリー中心で約8.5Gy/minである。フラットニングフィルターは用いられない。ただし、モニタ線量計への極めて低いエネルギーの光子や電子の除去と検出効率向上のためのビルドアップ材としてモニタ線量計の前後に一組の均一な厚さのフィルタが備えられている。線源回転軸間距離（source to axis distance: SAD）は85cmである。

#### 多葉コリメータ（multi leaf collimator: MLC）
トモセラピーは、タングステン製の64枚のMLCを使用しており、圧縮空気で開閉を行う。一般的なMLCと異なり、開か閉かの2つの状態しかないため、バイナリMLCと呼ばれ、開いている時間を調整することによってビームの強度を変調させている。

#### 治療計画
51門のビームの64枚のMLCの開時間を手動で設定して、最適な線量分布を得ることは、はなはだ困難である。このため、治療計画には逆方向解決法（インバースプラニング）が用いられる。治療計画時の線量計算アルゴリズムはconvolution/superpositionであり、治療計画用CTのCT値から変換された物理密度（電子密度ではない）が計算に利用される。最適化の計算中に極めて多数のビームが使用される可能性があるため、最適化に先立ちビームレットの計算を行い、それに引き続いて計画を立てる形で、治療計画作成の効率化が図られてきた。
現在ではVoLO (VoxelLess Optimization) という手法が開発され、GPUを用いた並列計算により劇的に計算速度が向上し、計画者はほとんど待ち時間なしに計画作成を開始し遂行できる。
トモセラピーの治療計画装置のユニークな点として、各施設の治療機に固有のビームデータをあらかじめ入力しておく必要がないことである。治療計画装置にはすでにビームデータが入力されており、そのビームデータに合うように治療機のパラメータを調節するのである。 このため、治療機の故障で部品を交換した場合でも、治療計画を変更せず治療を続行できる。
また、ある危険臓器の目標とするDose-Volume（30Gyが30%など）およびそのpenalty（最適化の計算時の重み付けの数値）を入力し、最適化を始めると、DVHカーブが計算の進行に従って変化していくのだが、トモセラピーの治療計画装置では、計算を途中で止め、Dose-Volumeやpenaltyを変更することが可能である。各危険臓器や標的のDVHカーブの動きを注視しながら、インバースプラニングに介入して、計画を完成させるのである。

### トモダイレクト
当初、トモセラピーで可能な照射はリニアックを連続して回転させるらせん状の照射のみであったが、のちにトモダイレクトとして、リニアックを固定した状態でも照射できるよう機能が追加された。照射範囲が頭 - 足方向に広い全脳全脊髄照射や白血病の全身照射に用いられる。

### 品質保証
照射が複雑であるIMRTにおいては、期待した線量が過不足なく標的に照射されるか検証する品質保証（quality assurance: QA）の作業が必須である。トモセラピーでは、QAとして電離箱線量計を用いた絶対線量測定とフィルム法による線量分布の相対線量測定が行われる。
なお、標準測定法01の基準条件による線量の校正ができないという問題があったが、標準計測法12ではトモセラピーについての言及がある。

### 他の放射線治療装置との比較
トモセラピーと他の放射線治療装置（陽子線や重粒子線も含む）とを比較した際の大きな特徴の一つは、頭尾方向に長大な照射野を設定できることから、複数病変に対し一連の治療過程で対応できることである。この特徴は非進行期癌の患者にとっては、放射線被曝に伴う急性毒性の軽減につながり、進行期癌の患者にとっては、そもそも他の放射線治療装置では適応にならない病態や部位でも対応可能となるという利点につながる。
しかし、夢の（万能の）治療機ではなく、適応外の部位やがんも存在し、放射線治療に伴う有害事象が全くなくなるわけでもない。さらに通常の照射に比べ低線量領域が増加するため二次発癌の増加が懸念される。

## 歴史
Thomas Rockwell Mackieにより1990年代半ばに構想化され、2002年にFDA認可、世界で200以上の施設に導入されている。日本では2005年より導入開始された。2013年で30機を数える。
当初、日本での販売・メンテナンス権をハイアート社が持っていたが、のちに日立メディコが持った。さらに、トモセラピー社がアキュレイ社と合併したため、現在日本では日立メディコ社が販売・アプリケーションのサポートを行い、アキュレイ社が装置本体のメンテナンスを行うという体制になっている。日立メディコ社によるメンテナンスでは、故障時の部品交換などについて本部（トモセラピー社、のちにアキュレイ社）の許可が必要であり、やや時間がかかる傾向にあった。しかし、アキュレイ社が直接サポートすることになってからは、現場のサービス員の裁量が大幅に認められるようになり、以前に比べ故障時の迅速な対応が可能となっている。

## 適応
一定以上の効果が確認されているもの
脳腫瘍
転移性脳腫瘍に対し高線量を照射しつつ、全脳照射を行い、かつ有害事象としての認知症に関わる海馬には照射しないような治療も理論上は可能。また、膠芽腫に対し、HR-PTVとLR-PTVとで同時に線量に差をつけて照射することも可能。
頭頸部腫瘍
IMRTが活躍する主たる領域の一つ。累々とリンパ節転移が認められる症例でも、トモセラピーであれば頭尾長にかかわらずIMRTで照射することが可能。
肺癌
早期肺癌の定位照射が好適応。進行例についても照射の報告があるが、トモセラピーでは肺の低線量被曝体積が大きくなりやすく、放射線肺炎が起こりやすいとの報告もあり、まだ結論が出ていない。
悪性中皮腫
IMRTによる治療も研究されている。
直腸がん
根治は困難だが、術前照射により肛門の温存が図れる。腸管を避けて骨盤内リンパ節の予防照射が可能だが、日本では側方郭清が十分に行われるので、効果は不明。
肛門がん
日本では手術が第一選択になることが多いが、放射線治療で肛門を温存して根治可能である。トモセラピーでは、腸管や大腿骨頭を避けられるため、有害事象の軽減が期待できる。
乳がん（乳房温存療法）
概ねDカップ以上では、IMRTのほうが均一な照射が可能であるという。
子宮頸がん
トモセラピーのみの根治は難しいが、腔内照射との併用や術後照射においては、腸管を避けて骨盤内リンパ節を照射できるので、有害事象の軽減が図れる。
前立腺がん
トモセラピーが活躍する主たる領域の一つ。IGRTを用いないIMRTに比べ、膀胱尿路系の有害事象が著明に軽減する。
膵臓がん
胃、十二指腸、小腸、肝臓、など危険臓器に囲まれた膵臓に可能な限り正確に照射できる。しかし、放射線による制御は限定的であり、照射野を絞って、GEM1000mg/m2を3投1休などとしたほうが、現時点では良好な成績。
白血病
骨髄移植前の通常の全身照射に替わり、正常組織の線量をできるだけ抑え、全骨髄照射を行うことができる。
悪性リンパ腫
部位によっては、有害事象を軽減して、治療できる。
各種固形がんの各部リンパ節転移
部位によっては、有害事象を軽減して、治療できる。
転移性骨腫瘍
部位によっては、有害事象を軽減して、治療できる。特に、脊椎転移などでは、脊髄を打ち抜いて高線量を照射できるため、根治的な照射が可能であり、乳癌、腎がんなど予後の長いがんの転移例には有効と考えられる。

## トモセラピーのある病院（日本でのトモセラピー稼動施設）
2017年12月時点。
- 東京都立駒込病院（東京）
- 北斗病院（北海道）
- 札幌医科大学附属病院（北海道）
- 木沢記念病院（岐阜）
- 名古屋第二赤十字病院（愛知）
- 愛知県がんセンター（愛知）
- 日高病院（群馬）
- 宇治武田病院（京都）
- 江戸川病院（東京）
- 済生会熊本病院（熊本）
- 佐久総合病院佐久医療センター（長野）
- 相澤病院（長野）
- 山梨大学医学部附属病院（山梨）
- 十和田市立中央病院（青森）
- クリニックC4（東京）
- 古賀病院21（福岡）
- 福井県済生会病院（福井）
- 北福島医療センター（福島）
- 一宮市立市民病院（愛知）
- 湘南鎌倉総合病院（神奈川）
- 鈴鹿中央総合病院（三重）
- 寿泉堂綜合病院（福島）
- 野崎徳洲会病院（大阪）
- 南部徳洲会病院（沖縄）
- 水戸協同病院（茨城）
- 滝宮総合病院（香川）
- 和歌山県立医科大学附属病院（和歌山）
- 春日井市民病院(愛知)
- 大阪市立総合医療センター（大阪）
- 宇都宮セントラルクリニック（栃木）
- 原三信病院（福岡）